# Anke Blume
Anke Blume (geboren am 6. April 1969 in Hannover) ist eine deutsche Chemikerin. Sie hält eine Professur im Bereich Elastomer Technology and Engineering an der Universität Twente und ist bekannt für ihre Beiträge aus dem Bereich der Chemie der Kieselsäuren und Silane für Gummianwendungen.

## Ausbildung
Anke Blume studierte an der Leibniz Universität Hannover ab 1988 Chemie und schloss im Juli 1993 mit dem Diplom ab. Die Arbeiten zu ihrer Promotion unter Betreuung des Chemikers Gerold Wünsch unternahm sie am Deutschen Institut für Kautschuktechnologie (DIK). Sie schloss ihre Arbeit 1995 mit Dr. rer. nat. ab und führte ihre Forschung für neun weitere Monate als Postdoc fort.

## Beruflicher Werdegang
Anke Blume begann ihre berufliche Laufbahn in der Industrie im Jahr 1996 als Chemikerin bei der Degussa AG (heute Evonik Industries) im Bereich der Produktentwicklung von Kieselsäuren (Silica). Ab 2011 managte sie den Bereich Intellectual Property für Kieselsäuren und Silane in Gummianwendungen.
Die akademische Karriere von Anke Blume begann im Jahr 2013, als sie an der Universität Twente in den Niederlanden zur Professorin berufen wurde und die Arbeitsgruppe Elastomer Technology and Engineering (ETE) übernahm.  Sie ist bekannt für ihre Beiträge zur Gummitechnologie, die auf die Reduzierung der CO2-Emissionen abzielen, vor allem durch Gewichtsreduzierung im Fahrzeugbereich und durch die Verminderung des Rollwiderstandes von Reifen. Im Jahr 2022 wurde sie in eine Jury für den Nokian Tyres sustainability innovation challenge berufen.  Überdies arbeitete sie in einem Gremium zur Nominierung des Tire Technology International Awards for Innovation and Excellence.  Von 2018 bis 2021 stand sie der Regionalgruppe West der Deutschen Kautschuk-Gesellschaft vor.

## Auszeichnungen
- 2023: Melvin Mooney Distinguished Technology Award der Rubber Division der American Chemical Society[2]
- 2025: Lifetime Achievement Award von Tire Technology International[8]

## Publikationen (Auswahl)
- Martin F. Sheridan (ed.), The Vanderbilt Rubber Handbook, (2010): Anke Blume: Chapter 3 "Compounding Materials and Uses – Reinforcing Fillers – Silica", p. 506-524
- Anke Blume, Louis Gatti, Hans-Detlef Luginsland, Dominik Maschke, Ralph Moser, J.C Nian, Caren Röben, André Wehmeier, "Silica and Silanes", Rubber Compounding: Chemistry and Applications, Second Edition, Ed. B. Rodgers, CRC Press, Taylor and Francis Group, Boca Raton, USA, Chapter 7 (2015) p. 251-332
- Anke Blume, Frédéric Thibault-Starzyk, "Deciphering the silica / silane reaction mechanism for the development of a new generation of low rolling resistance tires – Part 1 – Characterization by in situ IR spectroscopy", RFP Rubber Fibres Plastics International 03/2017, Volume 12, p. 152-157
- Anke Blume., Frédéric Thibault-Starzyk, "Deciphering the silica / silane reaction mechanism for the development of a new generation of low rolling resistance tires – Part 2: Transfer of results from model examinations into practice", RFP Rubber Fibres Plastics International 04/2017, Volume 12, p. 236-241
- Anke Blume, Burkhard Freund, Mustafa Siray, Stefan Uhrlandt, "Leicht dispergierbare Fällungskieselsäure / Modifying surface of natural or synthetic oxidic or silicate fillers used as filler in rubber mixtures" US 6,180,076; EP 0901986, KR338585, JP11157826, TW446683, Prio.: 15.09.1997